# Imposturas Intelectuais
Imposturas Intelectuais (em francês:  Impostures intellectuelles; traduzido em inglês, sob o título Fashionable Nonsense: Postmodern Intellectuals' Abuse of Science, nos Estados Unidos, e Intellectual Impostures, no Reino Unido) é um livro dos físicos Alan Sokal e Jean Bricmont. Sokal é mais conhecido pelo caso Sokal, no qual ele submeteu um artigo deliberadamente absurdo ao Social Text, um periódico de teoria crítica pós-modernista, e conseguiu publicá-lo.
O livro foi publicado em francês em 1997, em inglês em 1998 e em português em 1999 . A edição original, em francês, foi revisada a fim de obter maior relevância em  debates, no mundo anglófono. Como parte das chamadas guerras da ciência, Sokal e Bricmont criticaram o pós-modernismo, na academia, pelo uso indevido de conceitos científicos e matemáticos na escrita pós-moderna. Segundo alguns relatos, a resposta dentro das humanidades foi "polarizada". Os críticos de Sokal e Bricmont alegaram que eles não tinham entendimento da escrita que estavam criticando. As respostas da comunidade científica foram mais favoráveis.

## Resumo
Imposturas Intelectuais examina dois tópicos relacionados:
- o uso alegadamente incompetente e pretensioso de conceitos científicos por um pequeno grupo de filósofos e intelectuais influentes;
- os problemas do relativismo cognitivo, a ideia de que "a ciência moderna nada mais é do que um 'mito', uma 'narração' ou uma 'construção social' entre muitos outros"[5] como visto no Programa Forte na Sociologia do conhecimento.

### Uso incorreto de conceitos científicos versus metáforas científicas
O objetivo declarado do livro não é atacar "a filosofia, as humanidades ou as ciências sociais em geral ... [mas]  advertir aqueles que trabalham nelas (especialmente estudantes) contra alguns casos manifestos de charlatanismo." Em particular, os autores pretendem "desconstruir" a noção de que alguns livros e escritores são difíceis porque lidam com ideias profundas e difíceis. "Se os textos parecem incompreensíveis, é pela excelente razão que eles significam exatamente nada".
O livro inclui longos extratos dos trabalhos de Jacques Lacan, Julia Kristeva, Paul Virilio, Gilles Deleuze, Félix Guattari, Luce Irigaray, Bruno Latour e Jean Baudrillard que, em termos de quantidade de trabalhos publicados, apresentações convidadas e citações recebidas, são alguns dos principais acadêmicos de filosofia continental, teoria crítica, psicanálise ou ciências sociais. Sokal e Bricmont começaram a mostrar como esses intelectuais usaram incorretamente os conceitos das ciências físicas e da matemática. Os extratos são intencionalmente longos para evitar acusações de tirar sentenças fora do contexto.
Sokal e Bricmont afirmam que não pretendem analisar o pensamento pós-modernista em geral. Em vez disso, pretendem chamar a atenção para o abuso de conceitos da matemática e da física, suas áreas de especialidade. Sokal e Bricmont definem abuso de matemática e física como qualquer um dos seguintes comportamentos:
- Usar terminologia científica ou pseudocientífica sem se preocupar muito com significados técnicos.
- Importar conceitos das ciências naturais para as humanidades sem justificativa para seu uso.
- Exibir erudição superficial usando termos técnicos onde eles são irrelevantes, presumivelmente para impressionar e intimidar leitores não especializados.
- Manipular palavras e frases sem sentido.
- Autoconfiança em tópicos muito além da competência do autor e da exploração do prestígio da ciência para dar aos discursos um verniz de rigor.

O livro fornece um capítulo para cada um dos autores acima mencionados, "a ponta do iceberg" de um grupo de práticas intelectuais que podem ser descritas como "mistificação, linguagem deliberadamente obscura, pensamento confuso e uso indevido de conceitos científicos". Por exemplo, Luce Irigaray é criticada por afirmar que E=mc2 é uma "equação sexuada" porque "privilegia a velocidade da luz em detrimento de outras velocidades que são de vital importância para nós"; e por afirmar que a mecânica dos fluidos é injustamente negligenciada porque lida com fluidos "femininos" em contraste com a mecânica rígida "masculina". Da mesma forma, Lacan é criticado por traçar uma analogia entre topologia e doença mental que, na visão de Sokal e Bricmont, não é suportada por nenhum argumento e "não é apenas falsa: é sem sentido".

### A concepção pós-moderna da ciência
Sokal e Bricmont destacam a maré crescente do que chamam de relativismo cognitivo, a crença de que não há verdades objetivas, mas apenas crenças locais. Eles argumentam que essa visão é defendida por várias pessoas, incluindo pessoas que os autores denominam "pós-modernistas" e o Programa Forte na sociologia da ciência, e que é ilógico, impraticável e perigoso. Seu objetivo é "não criticar a esquerda, mas ajudar a defendê-la de um segmento da moda em si". Em uma entrevista de 1998 sobre como ele descobriu esses ataques à ciência, Sokal escreveu: "'a esquerda acadêmica e suas disputas com a ciência' soa estranho, pois eu me considero um acadêmico de esquerda, e nem por isso tenho alguma disputa com a ciência! Para falar a verdade, eu não sabia que a esquerda acadêmica tinha uma disputa com a ciência. Depois de ler o livro eu me inteirei dessa corrente de uma parte da sociologia da ciência e de pessoas ligadas aos Cultural Studies. Em comum, fazem muitas críticas às ciências, baseadas em má filosofia ou em uma filosofia muito confusa, sem conhecimento a propósito do conteúdo da ciência que pretendem criticar". Citando Michael Albert, "não há nada verdadeiro, sábio, humano ou estratégico em confundir hostilidade à injustiça e opressão, que é de esquerda, com hostilidade à ciência e à racionalidade, o que não faz sentido".

## Recepção
De acordo com Barbara Epstein, editora da New York Review of Books, que ficou encantada com a farsa de Sokal, dentro das ciências humanas a resposta ao livro foi amargamente dividida, com alguns encantados e outros enfurecidos; em alguns grupos de leitura, a reação foi polarizada entre apoiadores apaixonados e oponentes igualmente apaixonados de Sokal.

### Apoio
O filósofo Thomas Nagel apoiou Sokal e Bricmont, descrevendo seu livro como consistindo basicamente de "extensas citações de lero-lero científico de intelectuais franceses de marca, juntamente com explicações assustadoramente pacientes de por que são bobagens" e concordando que "parece existir algo sobre a cena parisiense que é particularmente hospitaleiro com a verbosidade imprudente".
Vários cientistas expressaram sentimentos semelhantes. Richard Dawkins, em uma revisão deste livro, disse sobre a discussão de Lacan: "Não precisamos da experiência matemática de Sokal e Bricmont para garantir que o autor desse material seja falso. Talvez ele seja genuíno quando fala de assuntos não científicos? Mas um filósofo que é pego equiparando o órgão erétil à raiz quadrada de menos um tem, pelo meu dinheiro, estragado suas credenciais quando se trata de coisas sobre as quais não sei nada."
Noam Chomsky chamou o livro de "muito importante" e disse que "muitas das chamadas críticas de 'esquerda' [da ciência] parecem ser pura bobagem".
Limitando suas considerações à física, a historiadora da ciência Mara Beller sustentou que não era inteiramente justo culpar filósofos pós-modernos contemporâneos por tirar conclusões absurdas da física quântica, uma vez que muitas dessas conclusões foram tiradas por alguns dos principais físicos quânticos, como Bohr ou Heisenberg quando se aventuraram na filosofia.

### Crítica
O livro foi criticado por filósofos pós-modernos e por estudiosos com algum interesse em filosofia continental. Bruce Fink faz uma crítica em seu livro Lacan to the Letter, onde ele acusa Sokal e Bricmont de exigir que a "escrita séria" não faça nada além de "transmitir significados claros". Fink afirma que alguns conceitos que Sokal e Bricmont consideram arbitrários ou sem sentido têm raízes na história da linguística, e que Lacan está explicitamente usando conceitos matemáticos de maneira metafórica, não alegando que seus conceitos sejam matematicamente fundados. Ele leva Sokal e Bricmont à tarefa de elevar um desacordo com a escolha de estilos de escrita de Lacan a um ataque ao seu pensamento, que, na avaliação de Fink, eles não conseguem entender. Fink diz que "Lacan poderia facilmente assumir que seu fiel seminário é público ... iria à biblioteca ou livraria e desenterraria pelo menos algumas de suas alusões passageiras". Da mesma forma, uma revisão de John Sturrock na London Review of Books acusou Sokal e Bricmont de "reducionismo linguístico", alegando que eles não entendiam os gêneros e usos de linguagem de suas fontes pretendidas.

#### Lacan e números complexos
Este último ponto foi contestado por Arkady Plotnitsky, um dos autores mencionados por Sokal em sua farsa original. Plotnitsky diz que "algumas de suas alegações sobre objetos matemáticos em questão e números especificamente complexos estão incorretas". atacando especificamente a afirmação de que números complexos e números irracionais "não têm nada a ver um com o outro". Plotnisky aqui defende a visão de Lacan "dos números imaginários como uma extensão da ideia de números racionais - ambos no sentido conceitual geral, estendendo-se às suas origens matemáticas e filosóficas antigas ... e no sentido da álgebra moderna." O primeiro desses dois sentidos refere-se ao fato de que a extensão de números reais a números complexos espelha a extensão de racionais a reais, como Plotnitsky aponta com uma citação de Leibniz: "Dos irracionais nascem as quantidades impossíveis ou imaginárias cuja natureza é muito estranha, mas cuja utilidade não deve ser desprezada."
Plotnitsky, no entanto, concorda com Sokal e Bricmont que a "raiz quadrada de -1", que Lacan discute (e pela qual Plotnitsky introduz o símbolo {\displaystyle \scriptstyle (L){\sqrt {-1}}} ), não é, apesar de seu nome idêntico, "idêntica, diretamente vinculada ou mesmo metaforizada pela raiz quadrada matemática de -1" e que o último "não é o órgão erétil".

#### Outras críticas
Enquanto Fink e Plotnitsky questionam o direito de Sokal e Bricmont de dizerem quais definições de termos científicos estão corretas, os teóricos culturais e críticos literários Andrew Milner e Jeff Browitt reconhecem esse direito, vendo-o como "defender suas disciplinas do que viam como apropriação indébita "de termos e conceitos chave" por escritores como Lacan e Irigaray. No entanto, eles apontam que Luce Irigaray ainda pode estar correta ao afirmar que E = mc2 é uma equação "masculinista", uma vez que "a genealogia social de uma proposição não tem influência lógica em seu valor de verdade". Em outras palavras, fatores de gênero podem influenciar quais das muitas verdades científicas possíveis são descobertas. Eles também sugerem que, ao criticar Irigaray, Sokal e Bricmont às vezes vão além de sua área de especialização em ciências e simplesmente expressam uma posição diferente na política de gênero.
Na resposta de Jacques Derrida, "Sokal e Bricmont não são sérios", publicada pela primeira vez em Le Monde, Derrida escreve que a farsa de Sokal é bastante "triste", não apenas porque o nome de Alan Sokal agora está ligado principalmente a uma farsa, não para a ciência, mas também porque a chance de refletir seriamente sobre esse assunto foi arruinada para um amplo fórum público que merece melhor. Derrida lembra a seus leitores que há muito tempo a ciência e a filosofia debatem suas semelhanças e diferenças na disciplina da epistemologia, mas certamente não com essa ênfase na nacionalidade dos filósofos ou cientistas. Ele chama ridículo e estranho que haja intensidades de tratamento pelos cientistas, em particular, que ele foi "muito menos maltratado", quando na verdade ele era o principal alvo da imprensa americana. Derrida, então, começa a questionar a validade de seus ataques contra algumas palavras que ele deu em resposta imediata durante uma conferência que ocorreu trinta anos antes de sua publicação. Ele sugere que muitos cientistas apontaram a dificuldade de atacar sua resposta. Ele também escreve que não há "relativismo" ou uma crítica à razão e ao esclarecimento em suas obras. Ele então escreve sobre sua esperança de que, no futuro, este trabalho seja realizado com mais seriedade e dignidade no nível dos assuntos envolvidos.